# Monze
Monze — метеорит-хондрит масою 27900 грам.